# Kup maršala Tita 1951.
Kup maršala Tita 1951., također poznat kao Kup Jugoslavije u nogometu 1951., bila je peta sezona Kupa Jugoslavije u nogometu nakon Drugog svjetskog rata.

U kvalifikacijama koje su vodili republički savezi sudjelovalo je 1379 ekipa; 64 kluba su nakon završetka prvenstva (4. studenoga) stigla do stvarnog kupa (pod upravom FSJ), koji se igrao od 11. studenoga do 23. prosinca 1951.
Ovo je bilo posljednje izdanje u kojem su se kovanice koristile u slučaju neriješenog rezultata nakon produžetaka. Od sljedećeg su uvedeni jedanaesterci koji su odlučivali pobjednika utakmice.
Trofej je osvojio zagrebački Dinamo koji je u finalu svladao Vojvodinu. Zagrepčanima je to bio prvi naslov u ovom natjecanju.

## Turnir
Ni ovo natjecanje nije prošlo bez iznenađenja. U 1. kolu završnog kola Bačka (Bačka Palanka) je eliminirala visokoplasiranog člana 1. lige BSK (Beograd), dok je Sloga (Petrovac na Mlavi) svladala (4:1) Radnički iz Beograda, člana 2. lige.

U prvom kolu najviše golova na jednoj utakmici postignuto je u utakmici između Mačve (Šabac) i Radničkog (Obrenovac). Budući da je utakmica u regularnom vremenu završila 6:6, igrali su se nastavci, pa je Mačva slavila s još dva pogotka, tako da je u tom susretu postignuto ukupno 14 golova.

Zagrebački Metalac plasirao se u četvrtfinale pobjedama 2:1 nad Slobodom (Varaždin), Naprijedom (Sisak) i Lokomotivom (Zagreb). No, u četvrtfinalnom susretu izgubio je od Crvene zvezde (0:5).

Osim "velike četvorke" Partizana, Crvene zvezde, Dinama i Hajduka, među osam najboljih plasirali su se Proleter (Zrenjanin), Proleter (Osijek), Vojvodina (Novi Sad) i spomenuti Metalac (Zagreb).

Do tada je Partizan samljeo svoje protivnike: užičku Slobodu slavio je kao gost s 11:1, Slogu iz Petrovca na Mlavi kao domaćin s 15:0 i Pulu, opet kao gost, sa 7:0. A onda je naišao na Vojvodinu koja ga je usred Beograda svladala 2:0.

Dinamo je svladao Proleter iz Zrenjanina s 8:0, a Crvena zvezda Metalac iz Zagreba s 5:0. Hajduk je protiv osječkog Proletera na domaćem terenu igrao neodlučno, ali mu je ždrijeb bio naklonjen pa je prošao u polufinale.

Polufinalne utakmice odigrane su 9. prosinca u Novom Sadu i Zagrebu: Vojvodina je svladala Hajduk 2:0, a Dinamo Crvenu zvezdu 1:0.

Dinamo je obje utakmice dobio istim rezultatom 2:0 i tako postao pobjednik petog nogometnog Kupa Jugoslavije.

## Sudionici
Broj sudionika ove godine iznosio je 1379. U završnom dijelu igrale su 64 momčadi i to: 36 predstavnika iz republičkih liga, 12 klubova iz Prve lige i 16 članova iz Druge lige.
| rang         | Slovenija                          | Hrvatska | Bosna i Hercegovina                                                 | Srbija | Srbija | Srbija | Crna Gora                  | Makedonija                            |
| rang         | Slovenija                          | Hrvatska | Bosna i Hercegovina                                                 | Vojvodina | Središnja Srbija                                                                                           | Kosovo | Crna Gora                  | Makedonija                            |
| ------------ | ---------------------------------- | --- | ------------------------------------------------------------------- | --- | --- | ------ | -------------------------- | ------------------------------------- |
| 1. rang      |                                    | - Borac Zagreb - Dinamo Zagreb - Hajduk Split - Lokomotiva Zagreb                                                                    | - Sarajevo                                                          | - Spartak Subotica - Vojvodina                                                                                                  | - BSK Beograd - Crvena zvezda - Mačva Šabac - Napredak Kruševac - Partizan                                 |        |                            |                                       |
| 2. rang      | - Odred Ljubljana - Rudar Trbovlje | - Kvarner Rijeka - Metalac Zagreb - Proleter Osijek - Tekstilac Varaždin - Zagreb                                                    | - Velež Mostar - Željezničar Sarajevo                               | - Proleter Zrenjanin | - Dinamo Pančevo - Radnički Beograd                                                                        |        | - Bokelj Kotor - Budućnost | - Rabotnički Skoplje - Vardar Skoplje |
| 3. rang      | - Mura                             | - Bjelovar - Lokomotiva Rijeka - Naprijed Sisak - Pula - Slaven Borovo - Slavija Karlovac - Sloboda Varaždin - Zadar - Zmaj Makarska | - Bosna Sarajevo - Čelik Zenica - Jedinstvo Brčko - Proleter Teslić | - 6. oktobar Kikinda | - Borac Čačak - Dubočica Leskovac - Milicionar Beograd - Radnički Niš - Radnički Obrenovac - Timok Zaječar |        | - Lovćen Cetinje           | - Pobeda Prilep                       |
| Niži rangovi |                                    | - Radnik V. Gorica - Crvena zvijezda S. Brod                                                                                         |                                                                     | - Bačka B. Palanka - Graničar Bela Crkva - Jedinstvo B. Topola - Slavija Novi Sad - Spartak Debeljača - Sport Bezdan - Srbobran | - BSK Beograd II - Sloboda Užice - Sloga Petrovac                                                          |        |                            | - Vardar Skoplje II                   |

## Prvo kolo
Utakmice odigrane 11. studenog 1951. godine
| Domaći sastav                    |   | Gostujući sastav       | Rezultat    | Napomene  |
| -------------------------------- | - | ---------------------- | ----------- | --------- |
| Vardar (Skoplje)                 | – | Dubočica (Leskovac)    | 7:1         |           |
| Napredak (Kruševac)              | – | Timok (Zaječar)        | 3:0         |           |
| Velež (Mostar)                   | – | Zmaj (Makarska)        |             | par forfe |
| Bokelj (Kotor)                   | – | Željezničar (Sarajevo) | 3:1         |           |
| Bačka (Bačka Palanka)            | – | BSK (Beograd)          | 1:0         |           |
| Radnički (Niš)                   | – | Vardar II (Skoplje)    | 1:0         |           |
| NK Pula (Pula)                   | – | Odred (Ljubljana)      | 2:1 (prod.) |           |
| NK Zagar (Zadar)                 | – | Hajduk (Split)         | 1:2         |           |
| FK Srbobran (Srbobran)           | – | Slavija (Novi Sad)     | 3:2         |           |
| Slaven (Borovo)                  | – | Spartak (Subotica)     | 0:2         |           |
| Sloboda (Užice)                  | – | Partizan (Beograd)     | 1:11        |           |
| Lokomotiva (Rijeka)              | – | Kvarner (Rijeka)       | 2:3         |           |
| Rudar (Trbovlje)                 | – | Lokomotiva (Zagreb)    | 0:6         |           |
| Čelik (Zenica)                   | – | FK Sarajevo (Sarajevo) | 0:3         |           |
| Borac (Čačak)                    | – | BSK II (Beograd)       | 0:1         |           |
| Naprijed (Sisak)                 | – | Borac (Zagreb)         | 1:0         |           |
| Crvena zvezda (Beograd)          | – | 6. Oktobar (Kikinda)   | 7:0         |           |
| Radnik (Velika Gorica)           | – | NK Zagreb (Zagreb)     | 2:1         |           |
| Slavija (Karlovac)               | – | Dinamo (Zagreb)        | 0:3         |           |
| Crvena Zvijezda (Slavonski Brod) | – | Jedinstvo (Brčko)      | 1:2         |           |
| Proleter (Zrenjanin)             | – | Spartak (Debeljača)    | 4:2         |           |
| Mačva (Šabac)                    | – | Radnički (Obrenovac)   | 8:6 (prod.) |           |
| Metalac (Zagreb)                 | – | Sloboda (Varaždin)     | 2:1         |           |
| Bosna (Sarajevo)                 | – | Proleter (Teslić)      | 0:1         |           |
| Graničar (Bela Crkva)            | – | Dinamo (Pančevo)       | 1:2         |           |
| Sloga (Petrovac na Mlavi)        | – | Radnički (Beograd)     | 4:1         |           |
| NK Bjelovar (Bjelovar)           | – | Proleter (Osijek)      | 1:10        |           |
| Vojvodina (Novi Sad)             | – | Milicionar (Beograd)   | 4:1         |           |
| Jedinstvo (Bačka Topola)         | – | Sport (Bezdan)         | 2:0         |           |
| Lovćen (Cetinje)                 | – | Budućnost (Titograd)   | 2:0         |           |
| Mura (Murska Sobota)             | – | Tekstilac (Varaždin)   | 4:3         |           |
| Pobeda (Prilep)                  | – | Rabotnički (Skoplje)   | 1:2         |           |

## Šesnaestina završnice
Utakmice odigrane 18. studenog 1951. godine
| Domaći sastav          |   | Gostujući sastav          | Rezultat    | Napomene             |
| ---------------------- | - | ------------------------- | ----------- | -------------------- |
| Spartak (Subotica)     | – | Jedinstvo (Bačka Topola)  | 0:2         |                      |
| Velež (Mostar)         | – | Lovćen (Cetinje)          | 8:1         |                      |
| Hajduk (Split)         | – | Bokelj (Kotor)            |             | par forfe            |
| Radnički (Niš)         | – | Crvena zvezda (Beograd)   | 0:2         |                      |
| Dinamo (Zagreb)        | – | Radnik (Velika Gorica)    | 9:0         |                      |
| FK Srbobran (Srbobran) | – | Vojvodina (Novi Sad)      | 0:6         |                      |
| FK Sarajevo (Sarajevo) | – | Proleter (Teslić)         | 2:1         |                      |
| Dinamo (Pančevo)       | – | Mačva (Šabac)             | 1:2         |                      |
| BSK II (Beograd)       | – | Vardar (Skoplje)          | 2:1         |                      |
| NK Pula (Pula)         | – | Kvarner (Rijeka)          | 2:1         |                      |
| Naprijed (Sisak)       | – | Metalac (Zagreb)          | 1:2         |                      |
| Partizan (Beograd)     | – | Sloga (Petrovac na Mlavi) | 15:0        |                      |
| Rabotnički (Skoplje)   | – | Napredak (Kruševac)       | 3:3 (prod.) | ždrijebom Rabotnički |
| Proleter (Zrenjanin)   | – | Bačka (Bačka Palanka)     | 3:2         |                      |
| Proleter (Osijek)      | – | Jedinstvo (Brčko)         | 2:0         |                      |
| Lokomotiva (Zagreb)    | – | Mura (Murska Sobota)      | 4:1         |                      |

## Osmina završnice
Utakmice odigrane 25. studenog 1951. godine
| Domaći sastav           |   | Gostujući sastav         | Rezultat    | Napomene         |
| ----------------------- | - | ------------------------ | ----------- | ---------------- |
| Crvena zvezda (Beograd) | – | Mačva (Sabac)            | 4:1         |                  |
| Metalac (Zagreb)        | – | Lokomotiva (Zagreb)      | 2:1         |                  |
| Dinamo (Zagreb)         | – | Velež (Mostar)           | 1:1 (prod.) | ždrijebom Dinamo |
| Proleter (Zrenjanin)    | – | Jedinstvo (Bačka Topola) | 5:0         |                  |
| Hajduk (Split)          | – | BSK II (Beograd)         | 3:1         |                  |
| Proleter (Osijek)       | – | FK Sarajevo (Sarajevo)   | 1:0         |                  |
| Vojvodina (Novi Sad)    | – | Rabotnički (Skoplje)     | 4:1         |                  |
| Partizan (Beograd)      | – | NK Pula (Pula)           | 7:0         |                  |

## Četvrtzavršnica
Utakmice odigrane 2. prosinca 1951. godine
| Domaći sastav           |   | Gostujući sastav     | Rezultat    | Napomene         |
| ----------------------- | - | -------------------- | ----------- | ---------------- |
| Crvena zvezda (Beograd) | – | Metalac (Zagreb)     | 5:0         |                  |
| Dinamo (Zagreb)         | – | Proleter (Zrenjanin) | 8:0         |                  |
| Hajduk (Split)          | – | Proleter (Osijek)    | 0:0 (prod.) | ždrijebom Hajduk |
| Vojvodina (Novi Sad)    | – | Partizan (Beograd)   | 2:0         |                  |

## Poluzavršnica
Utakmice odigrane 9. prosinca 1951. godine
| Domaći sastav           |   | Gostujući sastav     | Rezultat | Napomene |
| ----------------------- | - | -------------------- | -------- | -------- |
| Crvena zvezda (Beograd) | – | Dinamo (Zagreb)      | 0:1      |          |
| Hajduk (Split)          | – | Vojvodina (Novi Sad) | 0:2      |          |

## Završnica
Finale su izborili Dinamo i Vojvodina, a prema novim propozicijama, ako oba kluba budu izvan Beograda, dva finala će se igrati u mjestima iz kojih su klubovi. Mjesto odigravanja prve utakmice određuje se ždrijebom.
|               |           | 16. prosinca 1951. | 23. prosinca 1951. |
| ------------- | --------- | ------------------ | ------------------ |
| Dinamo Zagreb | Vojvodina | 2:0                | 2:0                |

### Prva utakmica
| 16. prosinca 1951. |             |           |                                                                             |
| Dinamo Zagreb      | 2:0         | Vojvodina | Stadion Maksimir, Zagreb Broj gledatelja: 15.000 Sudac: R. Rakić (Sarajevo) |
| Dvornić 78' 83'    | (izvještaj) |           | Stadion Maksimir, Zagreb Broj gledatelja: 15.000 Sudac: R. Rakić (Sarajevo) |

| Dinamo | Vojvodina |

|              |    |                    |  |
|              |    |                    |  |
| G            | 1  | Branko Stinčić     |  |
| V            | 2  | Josip Drago Horvat |  |
| N            | 3  | Tomislav Crnković  |  |
| B            | 4  | Branko Režek       |  |
| B            | 5  | Ivica Horvat       |  |
| B            | 6  | Dragutin Cizarić   |  |
| B            | 7  | Aleksandar Benko   |  |
| V            | 8  | Božidar Senčar     |  |
| V            | 9  | Franjo Wölfl       |  |
| N            | 10 | Željko Čajkovski   |  |
| N            | 11 | Dionizije Dvornić  |  |
| Trener:      |    |                    |  |
| Bernard Hügl |    |                    |  |

|                |    |                   |  |
|                |    |                   |  |
| G              | 1  | Lazar Vasić       |  |
| V              | 2  | Sava Selena       |  |
| N              | 3  | Dušan Ristić      |  |
| B              | 4  | Vujadin Boškov    |  |
| B              | 5  | Sima Milovanov    |  |
| B              | 6  | Dragić Živković   |  |
| B              | 7  | Silvester Šereš   |  |
| V              | 8  | Zdravko Rajkov    |  |
| V              | 9  | Dobrosav Krstić   |  |
| N              | 10 | Todor Veselinović |  |
| N              | 11 | Radomir Krstić    |  |
| Trener:        |    |                   |  |
| Ljubiša Broćić |    |                   |  |

### Druga utakmica
Prema propozicijama, druga utakmica trebala se igrati u Novom Sadu, no Vojvodina je zbog velikog interesa za revanš odlučila drugu finalnu utakmicu odigrati u Beogradu na stadionu JNA.
| 23. prosinca 1951. |             |                         |                                                                                 |
| Vojvodina          | 0:2         | Dinamo Zagreb           | Stadion JNA, Beograd Broj gledatelja: 20.000 Sudac: Borče Nedelkovski (Skoplje) |
|                    | (izvještaj) | 62' Wölfl 82' Čajkovski | Stadion JNA, Beograd Broj gledatelja: 20.000 Sudac: Borče Nedelkovski (Skoplje) |

| Vojvodina | Dinamo |

|                |    |                   |  |
|                |    |                   |  |
| G              | 1  | Lazar Vasić       |  |
| V              | 2  | Sava Selena       |  |
| N              | 3  | Dušan Ristić      |  |
| B              | 4  | Vujadin Boškov    |  |
| B              | 5  | Sima Milovanov    |  |
| B              | 6  | Dragić Živković   |  |
| B              | 7  | Silvester Šereš   |  |
| V              | 8  | Zdravko Rajkov    |  |
| V              | 9  | Dobrosav Krstić   |  |
| N              | 10 | Todor Veselinović |  |
| N              | 11 | Radomir Krstić    |  |
| Trener:        |    |                   |  |
| Ljubiša Broćić |    |                   |  |

|              |    |                    |  |
|              |    |                    |  |
| G            | 1  | Branko Stinčić     |  |
| V            | 2  | Josip Drago Horvat |  |
| N            | 3  | Tomislav Crnković  |  |
| B            | 4  | Branko Režek       |  |
| B            | 5  | Ivica Horvat       |  |
| B            | 6  | Dragutin Cizarić   |  |
| B            | 7  | Aleksandar Benko   |  |
| V            | 8  | Božidar Senčar     |  |
| V            | 9  | Franjo Wölfl       |  |
| N            | 10 | Željko Čajkovski   |  |
| N            | 11 | Dionizije Dvornić  |  |
| Trener:      |    |                    |  |
| Bernard Hügl |    |                    |  |

## Poveznice
- Prva savezna liga 1951.
- Druga savezna liga 1951.
- Republičke lige 1951.

## Vanjske poveznice
- RSSSF
- Jugoslavija - Detalji finala Kupa 1947.-2001
- exyufudbal.in.rs
- lavkup.com